# Цецилія Іванішевська
Цецилія Марія Іванішевська (уроджена Лубєнська, нар. 1928) — польський астроном і громадська діячка.

## Біографія
Народилася 24 листопада 1928 року у Варшаві. Її батьками були Маріан Генрик Лубєнський та Зофія, уроджена Шляска. Її сестри — Марія Брикчинська та Магдалена Лубєнська. У дитинстві Цецилія Іванішевська жила у Варшаві та Бидгощі (1937—1939). На початку окупації її сім'я була примусово переселена до Варшави, де Цецилія відвідувала школу садівництва, в якій викладалися загальноосвітні предмети. Частину війни вона провела в кількох селах, останнє було на околиці Свентокшиських гір, звідки разом із матір'ю та сестрами переїхала до Бидгоща.
У листопаді 1945 року Цецилія склала випускні іспити в II загальноосвітньому ліцеї іменіі Миколая Коперника в Бидгощі. У тому ж році вона почала вивчати математику в Університеті Миколая Коперника в Торуні. Вона відвідувала уроки фізики та астрономії, формально не змінюючи спеціальності. З 1 вересня 1947 року працювала молодшим асистентом Астрономічної обсерваторії Університету імені Миколая Коперника. Спочатку вона організувала бібліотеку та розсилку «Вісника астрономічної обсерваторії Університету Миколая Коперника в Торуні», а з навчального року 1948/1949 вела заняття для лекцій професора Вільгельміни Івановської. У листопаді 1949 року Міністерство освіти не продовжило її роботу в Університеті Миколая Коперника з політичних причин (її вважали ворогом системи, і було проблематично, що вона походила з родини землевласника). Час від часу вона вичитувала наукові тексти, отримувала стипендію імені Юліуша Рудніцького та продовжувала співпрацю з професором Івановською. У серпні 1950 року вона закінчила Університет Миколая Коперника, ставши найкращою випускницею групи астрономів. Її магістерська робота мала назву «Про різницю фаз між кривою блиску та кривою швидкості радіальних цефеїд». У серпні 1951 року її поновили на роботі в Університеті Миколая Коперника для викладання та організації бібліотеки Астрономічної обсерваторії. Вона закінчила аспірантуру в Університеті Миколая Коперника в 1952—1954 роках, під час якої займалася пульсуючими зорями: цефеїдами та зорями RR Ліри. Співпрацювала з професорами Вільгельміною Івановською та Владиславом Дзевульським.
1958 року стала членкинею Міжнародного астрономічного союзу (МАС) і того часу брала участь в 11 конгресах МАС. 1959 року здобула ступінь доктора філософії на основі дисертації «Визначення згасання та щільності зір у полі Стріли». Після цього була підвищена на посаду доцента. Через потребу догляду за дітьми та зміну чоловіком роботи на таку, що потребувала частих відряджень (у 1962 році), вона перейшла на посаду старшого викладача, що не передбачало частих поїздок з Торуня до обсерваторії в Півницях. Це, однак, значно ускладнило їй продовження наукової кар'єри. Проводила дидактичні заняття для студентів різних спеціальностей: археологів, астрономів, біологів, фізиків, географів. Всього мала близько дев'яти тисяч студентів. На конгресі МАС 1970 року в Брайтоні (Велика Британія), стала головою комітету № 46 «Астрономічна освіта». На цій посаді перебувала до 2002 року. Готуючись до Року Коперника, вона проводила науково-популярні лекції, писала й редагувала статті та брошури, пов'язані з Миколаєм Коперником та історією астрономії. Була редактором колективної праці «Владислав Дзевульський (1878—1962)», виданої 1978 року. 1982 року вона мала тримісячну стипендію в Страсбурзькій обсерваторії. Від 1980 по 1984 рік була заступником директора Інституту астрономії Університету Миколая Коперника. Вона закінчила свою штатну роботу в Університеті Миколая Коперника в 1989 році, але викладала для студентів до 2007 року. У 2014 році вийшла її книга «Спогади про мій університет».
Її чоловіком був астроном Генрик Іванішевський (з 1952 року). Їхні сини — Станіслав (1953 р.н.) та Ян (1955 р.н.).

## Соціальна активність
Співала в університетському хорі Університету Миколая Коперника. З 1961 року була членкинею Наукового товариства в Торуні. З 1965 року була членом Товариства любителів Торуні, а з 1967 року обіймала різні функції в його правлінні. Брала участь у створенні Асоціації випускників Університету Миколая Коперника в Торуні і була її членкинею від самого початку. Вона була головою Комітету з астрономічної освіти Міжнародного астрономічного союзу протягом двох термінів. З 1983 року вона була членкинею Клубу католицької інтелігенції, у 1994—2017 роках була президенткою Торуньського осередку. У 1992 році вона стала членкинею Європейського астрономічного товариства. З 1990-х років вона була членкинею журі конкурсу воєводства з фізики та астрономії, організованого Польським товариством любителів астрономії. З 1996 року співпрацює з міською радою Торуня у справах, пов'язаних з назвами вулиць. Заснувала Клуб гірського туризму «Карпати» в Торуні. Є членкинею Польського туристично-екскурсійного товариства.

## Нагороди
У 1954 року її магістерська робота була відзначена на конкурсі наукових праць з нагоди Року Коперника, який відзначався у 1953 році (вперше після війни). Отримала медаль 40-річчя Університету Миколая Коперника. Польське товариство любителів астрономії нагородило її золотим знаком № 101 у 1994 році. У 2001 році Товариство любителів Торуні нагородило її Золотою астролябією. Отримала медаль Комісії народної освіти. У 2010 році вона була нагороджена медаллю «За заслуги перед Університетом Миколая Коперника» та стала почесною членкинею Асоціації випускників Університету Миколая Коперника в Торуні. У 2013 році нагороджена медаллю «За заслуги перед містом Торунь» на стрічці. У 2018 році отримала Медаль Торуніум від президента Торуня та медаль маршалка Куявсько-Поморського воєводства. У 2021 році стала почесною членкинею Польського астрономічного товариства.